# Geisalic
Geisalic (en espagnol Gesaleico, en catalan Gesaleic, en portugais Gesaleico) est un roi wisigoth, fils illégitime d'Alaric II. Il règne de 507 à 511.

## Biographie
Lorsqu'Alaric II est tué lors de la bataille de Vouillé contre les troupes franques de Clovis en 507, Amalaric, son unique fils légitime, est encore enfant. Les Wisigoths, qui ignorent la primogéniture, élisent le roi Geisalic à Narbonne où ils sont réunis. Celui-ci continue la guerre contre les Francs mais est vaincu et doit abandonner Toulouse, sa capitale, et s'installe à Barcino (aujourd'hui Barcelone). Après la prise de Narbonne par les Burgondes, les Wisigoths se réfugient sur leurs terres espagnoles, tandis que les armées du roi ostrogoth Théodoric le Grand viennent à son aide.
Entre 508 et 511, il se lie d'amitié avec les Ostrogoths d'Italie, mais en 511 « il s'allie avec les ennemis des Ostrogoths » (selon Isidore de Séville), probablement avec un parti wisigoth opposé à l'influence ostrogoth. En 510, le comte Goïaric est mis à mort par les fidèles de Geisalic qui est puni par Théodoric le Grand. En 511, il est chassé du trône par le dux ostrogoth Ibba et s'enfuit en Afrique chez les Vandales, tandis que le comte Veila, qui lui reste fidèle, est mis à mort à Barcelone. 
Il tente alors vainement d'obtenir leur aide ainsi que celle des Ostrogoths. À partir de ses bases en Aquitaine, il lance une invasion de l'Espagne, entrant par la région tarraconaise, mais est défait par l'armée d'Ibba à 20 km de Barcino ; il s'enfuit au nord, traverse la Narbonnaise, essayant d'entrer en Burgondie, mais il est capturé et tué en franchissant la Durance, probablement par des soldats ostrogoths, en l'an 512 ou 513.
Ibba déclare Amalaric roi en 511 à Barcino alors que le garçon n'a que neuf ans. Théodoric devient régent jusqu'à la majorité d'Amalaric.